# ジョヴァンニ・ヴァレッティ
ジョヴァンニ・ヴァレッティ（Giovanni Valetti、1913年9月22日 - 1998年5月28日）は、イタリア、ヴィノーヴォ出身の元自転車競技（ロードレース）選手。1938年、1939年のジロ・デ・イタリア総合優勝者である。

## 経歴
1935年から1948年までプロ生活を送った。
1933年
- ジロ・デル・ラツィオ 優勝（初代優勝者）。

1938年
- ジロ・デ・イタリア総合優勝、区間3勝(4、7、15ステージ)。
- ツール・ド・スイス総合優勝、区間2勝。

1939年
- ジロ・デ・イタリア総合優勝、区間3勝(6、13、16ステージ)。